# ثقافة شعبية

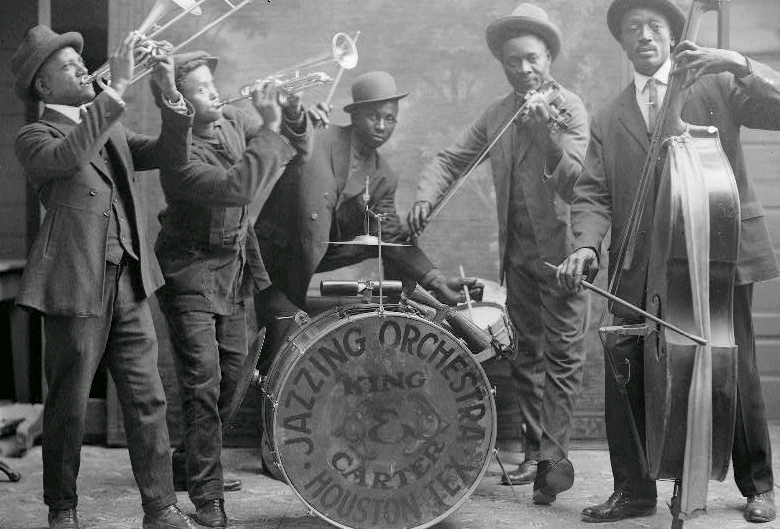

الثقافة الشعبية أو الفلكلور أو الموروث الثقافي شكل من الأشكال التعبيرية المنطوقة والتي تختزنها الذاكرة الشعبية، وهي جزء من الثقافة الإنسانية ككل، يتم حفظها بشكل شعوري أو غير شعوري لتتجسد في كلًا من المعتقدات والعادات والممارسات الحياتية، وتشمل هذه الثقافة: الموروث السردي (الحكايات، والخرافات...)، والحكم والأمثال الشعبية وغيرها من فنون التعبير الأخرى. وتكمن أهمية الثقافة الشعبية في أنها تؤدي دورًا في إبراز تراث الأمم وتعزيز خصوصيتها، كما أنها مجموع العناصر التي تشكل ثقافة المجتمع المسيطرة في أي بلد أو منطقة جغرافية محدودة، والتي تنتشر باستخدام طرق إعلام شعبية، وتنتج هذه الثقافة من التفاعلات اليومية بين عناصر المجتمع إضافة لحاجاته ورغباته التي تشكل الحياة اليومية للقطاع الغالب من المجتمع، وهي مفصولة عن السلطتين السياسية والدينية، وغالبًا ما يُستخدم مصطلح الثقافة شعبية كمصطلح مضاد ومخالف للثقافة العليا أو النخبوية.

## عناصرها
1. الأدب الشعبي أو الشفهي
2. الحياة الشعبية المادية
3. العادات والمعتقدات الاجتماعية
4. فنون الأداء الشعبي: الموسيقى الشعبية، الرقص، والدراما
5. المعارف الشعبية.[6]

## أهمية الأمثال في الثقافة الشعبية
يتميز خطاب الأمثال الشعبية بانتشاره السريع بين مختلف الفئات الاجتماعية، لسهولة تمثله واستيعابه ولبنائه التركيبي وقدرته التعبيرية التي تجعله يعكس مختلف أنماط السلوك البشري، ثم لاستمرارية حضوره وانتقاله من جيل لآخر، إضافة إلى طبيعته المتميزة بالتكثيف وبقدرته المجازية الكبيرة. ويعبر هذا الخطاب عن الواقع البشري ويختزن صورا مختلفة.

## تاريخ الثقافة الشعبية وتعريفها
صيغ مصطلح الثقافة الشعبية في القرن التاسع عشر أو ما قبله. ارتبطت الثقافة الشعبية تقليديًا مع ضعف التعليم والطبقات الاجتماعية الدنيا على عكس الثقافة الرسمية والتعليم العالي للطبقات العليا. شهدت بريطانيا في العصر الفيكتوري تغييرات اجتماعية أدت إلى زيادة معدلات الإلمام بالقراءة والكتابة، ومع ظهور الرأسمالية والتحول الصناعي، بدأ الناس بإنفاق المزيد من المال على الترفيه. مع عنونة بيني دريدفول المكافئ الفيكتوري لألعاب الفيديو، وصفت صحيفة الجارديان في عام 2016 خيال بيني بأنه «ذوق بريطانيا الأول للثقافة الشعبية المنتجة على نطاق واسع للشباب». خلقت ثقافة المستهلك المتزايدة والقدرة المتزايدة على السفر عبر السكك الحديدية التي اخترعت حديثًا (أول سكة حديد عامة، سكة حديد ستوكتون ودارلينغتون، التي افتتحت في شمال شرق إنجلترا في عام 1825) خلقت سوقًا للأدبيات الشعبية الرخيصة والقدرة على توزيعها على نطاق واسع. نُشرت أول سلسلة بيني في ثلاثينيات القرن التاسع عشر لتلبية هذا الطلب.
أصبح التوتر المترافق مع الاختلاف عن «الثقافة الرسمية» أكثر وضوحًا في نهاية القرن التاسع عشر، من الاستخدام الذي أسسته فترة ما بين الحربين. منذ نهاية الحرب العالمية الثانية، وبعد التغييرات الثقافية والاجتماعية الكبرى التي أحدثتها ابتكارات وسائل الإعلام، بدأ معنى الثقافة الشعبية يتداخل مع معاني الثقافة الجماهيرية والثقافة الإعلامية والثقافة المرئية وثقافة المستهلك وثقافة الاستهلاك الشامل. كانت التغيرات الاجتماعية والثقافية في الولايات المتحدة رائدة في هذا الصدد بالمقارنة مع الدول الغربية الأخرى.[بحاجة لمصدر]
تعود الصيغة المختصرة عن «شعبية» بـ «بوب»، كما في موسيقى البوب، إلى أواخر الخمسينيات. على الرغم من أن المصطلحين «بوب» و«شعبي» يستخدمان في بعض الحالات بالتبادل، ويتداخل معناهما جزئيًا، إلا أن المصطلح «بوب» أضيق. يختص مصطلح «البوب» باحتواء الصفات التي تجذب الجماهير، بينما يشير مصطلح «الشعبي» إلى ما اكتسب شعبية، بغض النظر عن أسلوبه.
توجد جملة من التعريفات المختلفة للثقافة الشعبية وفقًا للمؤلف جون ستوري. يواجه التعريف الكمي للثقافة مشكلة أن الكثير من «الثقافة العالية» (مثل الدراما التلفزيونية لجاين أوستن) هي أيضًا «شعبية». تُعرّف «ثقافة البوب» أيضًا على أنها الثقافة التي «نُبذت» عندما أُقرت ماهية الثقافة العالية. على الرغم من ذلك، فإن العديد من الأعمال تمتد عبر الحدود، مثل ويليام شكسبير وتشارلز ديكنز.
يساوي التعريف الثالث ثقافة البوب مع «الثقافة الجماهيرية» والأفكار. يُنظر إلى هذا على أنه ثقافة تجارية تُنتجه وسائل الإعلام بكميات كبيرة من أجل الاستهلاك الجماهيري. يمكن مقارنة ذلك من منظور أوروبا الغربية، بالثقافة الأمريكية. وعوضًا عن ذلك، يمكن تعريف «ثقافة البوب» بأنها ثقافة «حقيقية» تمثّل الجمهور، الأمر الذي قد يكون مشكلة لأن هناك العديد من الطرق لتعريف «الجمهور أو الناس». جادل ستوري بأن هناك بعدًا سياسيًا للثقافة الشعبية، إذ تعتبر نظرية الهيمنة الغرامشانية الحديثة «أن الثقافة الشعبية هي موقع للصراع بين مقاومة المجموعات المرؤوسة في المجتمع من جهة وقوى الاتحادات التي تعمل لصالح الجماعات المهيمنة في المجتمع من جهة أخرى». لن تعترف بعد الآن مقاربة ما بعد الحداثة للثقافة الشعبية بالاختلاف بين الثقافة العالية والشعبية.

### الفلكلور
يشكّل التأقلم المعتمد على الفلكلور الشعبي مصدرًا للثقافة الشعبية. لا تزال هذه الطبقة المبكرة من التيار الثقافي سائدة إلى اليوم الحالي، بشكل منفصل عن الثقافة الشعبية، وتنتج على نطاق واسع وتنتشر بكلمات شفهية بدلًا من انتشارها عبر الوسائط الإعلامية على سبيل المثال بأن تكون نمطًا من النكت أو الأساطير المدنية. تماهى الاختلاف بين الوسائط الإعلامية والكلمات الشفهية بعد انتشار استخدام الإنترنت من تسعينات القرن العشرين.
على رغم ارتباط العناصر الفلكلورية من الثقافة الشعبية بشكل كبير مع العناصر التجارية، يبقى للجمهور أذواقهم الخاصة وقد لا يحتضن دائمًا بالضرورة كل عنصر ثقافي أو تحت ثقافي مطروح. علاوة على ذلك، تنتشر المعتقدات والآراء حول منتجات الثقافة التجارية عن طريق التعبير الشفهي، لتصبح معدّلة خلال هذه العملية وهي الطريقة ذاتها التي يتطوّر بها الفلكلور.

## استخدامها
يفيد الكثير من الأشخاص أن الثقافة أو الموروث الشعبي هو عبارة عن أداة يستخدمها الأفراد الأعلى من المجتمع أو النخبة (الذين عادةً ما يتحكمون بالوسائط الإعلامية والمنافذ الثقافية المشهورة) بغاية السيطرة والتحكم بالأفراد الأدنى منهم في المجتمع. ويقال أيضًا أن الثقافة الشعبية تلبّد عقول الأفراد الشعبيين، مما يجعلهم أكثر طوعًا ومن السهل السيطرة أو التحكم بهم، على الرغم من القدرة على استخدام الثقافة الشعبية من أجل الإشارة إلى الثورة على طرق وثقافة الأقليات المسيطرة.